# تشيترا سين
تشيترا سين (بالإنجليزية: Chitra Sen)‏ هي ممثلة هندية (وحملت سابقاً جنسية الراج البريطاني)، ولدت في 5 مايو 1934 في كلكتا في الهند.

## وصلات خارجية
- تشيترا سين على موقع IMDb (الإنجليزية)